# GAZOO
GAZOO（ガズー）は、トヨタ自動車が運営するコンシューマー向け情報提供サービス。自動車とITを融合するe-TOYOTA事業のひとつ。ポータルサイト「GAZOO.com」（ガズー・ドットコム）にて自動車関連の総合情報や、電子商取引（eコマース）やインターネットコミュニティなどのサービスを提供する。

## GAZOO
GAZOO発足のきっかけはトヨタ自動車業務改善支援室の課長として勤務していた豊田章男が1996年に有志と共に開発した中古車画像システムUVIS (Used car Visual Information System) である。豊田らはトヨタ生産方式 (TPS) による販売物流現場の「改善」に取り組んだが、キャッシュ・フローを高める上で、下取り中古車が売れるまでの日数や中古車展示スペースの限度が課題になっていた。そこで、デジタルカメラで大量の下取り車の画像を撮影し、展示を待たずに店頭で見られるようにした結果、展示スペースはそのままに中古車の販売台数が1.7倍に増加し、再販までのリードタイムは半分に短縮されたという。その後、板金修理情報システムVBS (Virtual Body Shop) や新車情報システムNVIS (New car Visual Information System) 、整備情報システムMVIS (Maintenance Visual Information System) 、下取り査定システムSAGS (Self Appraisal Guide System) 、保険情報システムIVIS (Insurance Visual Information System) などのサービスが追加統合されていく。しかし、当時の社内では「インターネットで車は売れない」という否定的な意見が強く、トヨタブランドを名乗ることができず、サービスの総称は「GAZOO」と命名された。『画像』のローマ字表記「GAZO」をある時誤って「GAZOO」と書いてしまったのがきっかけで、「画（GA）」の「ZOO＝動物園」となり、「楽しく親しまれるものに」という意味も込められた。
1997年10月、トヨタオート室蘭にて画像情報ネットワークシステム「Gazoo」を初導入。1998年4月より全国の販売店へGazoo端末を展開するとともに、インターネット上に会員制ウェブサイト「GAZOO.com」をオープンし、パソコンからも検索可能とした。同年11月に会員数15万人を突破した。
1999年12月にはGAZOO.com内にオンラインモール「GAZOO商店街」をオープンし、「BIKE（オートバイ）」「SHOP（日用雑貨・衣類・家電・食料品）」「MEDIA（CD・DVD・ゲーム）」「TRAVEL（旅行ツアー）」「BOOK（新刊・古本）」「LIFE SERVICE（駐車場・レンタカー・賃貸住宅・国際電話）」などを取り扱うEコマース分野に進出した。1999年末には会員数50万人を突破した。
2000年にはGAZOO事業部（現：e-TOYOTA部）とガズーメディアサービス（現：トヨタコネクティッド）を設立。デジキューブと提携し、Gazoo専用端末をベースにしたマルチメディアキオスク端末「E-TOWER」を開発。NTTコミュニケーションズおよびコンビニ5社 とイープラットを設立し、日本全国のコンビニ、スーパーマーケット、ガソリンスタンドなどにe-TOWERを展開した。
2002年より車向け情報サービスMONET（モネ）とGAZOOの技術を融合し、カーテレマティクスサービス「G-BOOK」を開始。2006年11月のサイトリニューアルでは地図情報やG-BOOK搭載ナビと連携し、会員発信の地域情報を共有する「G-BLOG」「Gazoo mura」プロジェクトなどのサービスを追加した。2013年5月のリニューアルではマイクロソフトのWindows Azureをベースにしたプラットフォームを採用し、SNSとの連携やスマートフォン向けアプリ「GAZOO Drive」の提供を始めた。また、ユーザビリティ改善のため、会員登録をトヨタ系サイト共通のTOYOTA Web Passportに統合した。
GAZOO.comは顧客との「コマース・コミュニティ」作りを目的としており、「トヨタの弱点といわれる20-30歳代の若者層（インターネットやコンビニをよく利用する）との関係性を深める」「約7年といわれる乗り換えサイクル中、修理点検以外では来店する機会の少ないユーザーとの接点を広げる」という役割を担っている。トヨタWEBサイト（www.toyota.jp）やトヨタ公式サイト（www.toyota.co.jp）よりも企業イメージは薄く、カーライフに関連する外部配信のニュースを掲載したり、旧車のデータベースや競合他社の歴史を紹介する独自記事を編集している。過去にはインディーズのヒップホップグループケツメイシをCMに起用してGAZOO会員限定CD「こっちおいでGAZOO」を販売したり、AV女優の紗倉まなに自動車愛好コラムを依頼するなど、世界的大企業としては意外な企画も行っている。インターネット上で展開されるオウンドメディア（企業がつくる情報発信媒体）の先駆けという見方もある。

## コンテンツ

### TOYOTA GAZOO Racing
トヨタのモータースポーツ総合サイト。”Team GAZOO”と称した社内有志によるレース活動を基点に、モータースポーツを通じて自動車ファンを増やす目的でスタートしたプロジェクト。現在はワークス体制での国際レース活動からローカルの普及活動まで幅広く展開し、市販車のスポーツチューンモデルであるGR（ジーアール）ブランドを発表している。

### Gazoo mura
インターネットと車を通してマチ（都会）とムラ（地域）の交流を促進し、地域活性化を支援するとともに、カーユーザーに新たな「体験型ドライブ」を提案する企画。日本各地に開設した「ガズームラ」の住人がブログで地元の名所や特産品などの情報を発信し、その記事を読んでドライブに訪れるユーザーに各種の体験交流型プログラムを提供する。各地のムラやトヨタ関連施設では広報誌「GAZOO muraマガジン」を年4回配布する。
2006年12月に3つのムラからスタートし、2011年3月に全国47都道府県の58ムラまで拡大。この時点で「ムラブロガー」は422名、毎月1,600件の記事が発信され、地域への来訪者は6,500組（約20,000人）を超えると推定される。
ガズームラ 加盟市町村
- 北海道
  - 河東郡鹿追町
  - 広尾郡大樹町
  - 上川郡下川町

- 東北地方
  - 青森県西津軽郡鰺ヶ沢町
  - 岩手県遠野市
  - 宮城県東松島市
  - 秋田県仙北市
  - 山形県西置賜郡飯豊町
  - 福島県喜多方市

- 関東地方
  - 東京都西多摩郡檜原村
  - 神奈川県足柄上郡山北町
  - 千葉県南房総市
  - 埼玉県秩父市
  - 茨城県常陸太田市
  - 栃木県那須塩原市
  - 群馬県利根郡片品村
  - 山梨県北杜市

- 北陸信越地区
  - 新潟県佐渡市
  - 長野県飯山市
  - 長野県飯田市
  - 富山県南砺市五箇山
  - 石川県珠洲市
  - 福井県三方郡美浜町

- 東海地方
  - 愛知県北設楽郡豊根村
  - 岐阜県郡上市
  - 静岡県静岡市葵区梅ヶ島
  - 三重県多気郡大台町

- 近畿地方
  - 大阪府豊能郡能勢町
  - 兵庫県洲本市
  - 京都府相楽郡南山城村
  - 滋賀県長浜市
  - 奈良県高市郡明日香村
  - 和歌山県有田郡有田川町

- 中国地方
  - 鳥取県八頭郡智頭町
  - 島根県邑智郡邑南町
  - 岡山県加賀郡吉備中央町
  - 広島県山県郡北広島町
  - 山口県阿武郡阿武町

- 四国地方
  - 徳島県三好市
  - 香川県高松市塩江町
  - 愛媛県南宇和郡愛南町
  - 高知県高岡郡四万十町

- 九州地区
  - 福岡県八女市星野村
  - 福岡県宗像市
  - 佐賀県伊万里市
  - 長崎県東彼杵郡波佐見町
  - 長崎県西海市
  - 熊本県阿蘇郡小国町
  - 熊本県菊池市
  - 熊本県球磨郡水上村
  - 大分県佐伯市蒲江
  - 宮崎県東諸県郡綾町
  - 宮崎県西臼杵郡高千穂町
  - 鹿児島県肝属郡錦江町
  - 鹿児島県南さつま市笠沙町

- 沖縄県
  - 国頭郡本部町

### GAZOO SPORTS
トヨタ自動車がスポンサードしたり、運営に関わっている企業スポーツに付けられる統一名称であり、総合サイト「GAZOO SPORTS」で情報を発信している。自社に所属する障害者スポーツのアスリートに関する情報も発信していることが特徴。「GAZOO SPORTS」で紹介されているチームおよび個人は以下の通り。
チーム
- トヨタヴェルブリッツ（ジャパンラグビーリーグワン）
- トヨタ自動車硬式野球部
- トヨタレッドテリアーズ（JDリーグ）
- トヨタ自動車アンテロープス（女子バスケットボールWリーグ）
- トヨタ自動車スケート部（ショートトラックスピードスケート）
- トヨタ自動車陸上長距離部
- トヨタ自動車ビーチバレーボール部
- 名古屋グランパスエイト（サッカーJリーグ）
- アルバルク東京（男子バスケットボールBリーグ）

個人競技選手
- 山本聖途（陸上競技・棒高跳）
- 芦田創（パラ陸上競技・走幅跳）
- 佐藤圭太（パラ陸上競技・短距離走）
- 湯上剛輝（陸上競技・円盤投）
- 鈴木朋樹（パラ陸上競技・車いす陸上競技）
- 三木拓也（車いすテニス）
- 川本武史（競泳）
- 榊原春奈（ボート競技・シングルスカル）
- 武藤弘樹（アーチェリー・リカーブ）
- 宇野昌磨（フィギュアスケート・シングルス）
- 堀島行真（フリースタイルスキー・モーグル）
- 神野愼之助（スノーボード・アルペン競技）
- 森井大輝（アルペンスキー座位）
- 村岡桃佳（アルペンスキー座位／パラ陸上競技・車いす陸上競技）